# Harry Flashman

Sir Harry Paget Flashman es un personaje ficticio creado por George MacDonald Fraser (1925–2008), pero basado en el personaje "Flashman" de la obra Tom Brown's School Days (1857), un trabajo semiautobiográfico de Thomas Hughes (1822–1896). Harry Flashman aparece en una serie de 12 libros de Fraser conocidos con el nombre genérico de Los papeles de Flashman.
El Flashman de Fraser es un antihéroe quien a menudo huye del peligro. Sin embargo, por medio de una combinación de suerte y astucia, normalmente termina cada novela aclamado como un héroe.

## Orígenes
En el libro de Hughes de 1857, Flashman (un personaje secundario) es retratado como un importante matón de la Rugby School que persigue al protagonista Tom Brown. Flashman  es finalmente expulsado de la escuela por emborracharse. Fraser entonces decide escribir las memorias de Flashman en las que el matón de escuela se reconvierte en un "ilustre soldado de la  época victoriana".
Según Fraser, Flashman nace un 5 de mayo de 1822 y vivirá hasta 1915. Los dos primeros nombres de Flashman tampoco aparecen en la obra de Hughes y Fraser le dará los nombres de Harry Piaget en irónica alusión a Henry Paget, 1.º marqués de Anglesey, uno de los héroes de la Batalla de Waterloo quien además, en un sonado escándalo de la época, puso los cuernos al hermano del Duque de Wellington, Henry Wellesley 1.º duque de Wellington.     

## Personaje
Flashman es un hombre grande de 1,88m de alto y unos 82kg de peso. Se vanagloria de tener tan sólo tres talentos naturales: montar a caballo, facilidad para aprender idiomas y la fornicación. También admite en sus escritos, que no en público, que es un enorme cobarde que no duda en huir a la más mínima señal de peligro.
Sin embargo, a lo largo de las doce novelas, participará directamente en muchas de las principales guerras y batallas del siglo XIX como en la primera guerra anglo-afgana, la Carga de la Brigada ligera, la Batalla de Little Bighorn o la Batalla de Isandhlwana y se codeará con personajes tales como Otto von Bismarck o el mismísimo General Custer entre otros. Estas aventuras en las que se ve envuelto lo harán ascender de rango en la British Army y será aclamado como un gran héroe sin dejar de ser "un sinvergüenza, un mentiroso, un tramposo, un ladrón, un cobarde y ah, oh sí, un adulador".
Flashman fue interpretado por Malcolm McDowell en 1975 en la película Flashman el cobarde heroico.

## Lista de Novelas
La lista de libros conocidos como Los papeles de Flashman son los que siguen:
1. Harry Flashman (Flashman) (1969)
2. Royal Flash (Royal Flash) (1970)
3. Flashman el libertador (Flash for Freedom!) (1971)
4. Flashman y la carga de la Brigada Ligera (Flashman at the Charge) (1973)
5. Flashman y el gran juego (Flashman in the Great Game) (1975)
6. Flashman y señora (Flashman's Lady) (1978)
7. Flashman se va al Oeste (Flashman an the redskins. The Forty-niner) (1982)
8. Flashman y los pieles rojas (Flashman and the redskins. The Seventy-Sixer) (1982)
9. Flashman y el dragón (Flashman and the Dragon) (1985)
10. Flashman y la montaña de luz (Flashman and the Mountain of Light) (1990)
11. Flashman y el ángel del señor (Flashman and the Angel of the Lord) (1994)
12. ¡Tres hurras por Flashman! (Flashman and the Tiger) (1999)
13. Flashman a la conquista de Abisinia (Flashman on the March) (2005)